# Nick Woodman
Nicholas D. "Nick" Woodman, född 24 juni 1975, är en amerikansk affärsman och filantropist. Woodman är grundare och VD för GoPro.